# Pat LaMarche
Pour les articles homonymes, voir LaMarche.
Patricia Helen LaMarche dite Pat LaMarche, née le 26 novembre 1960 à Providence, est une femme politique américaine, membre du Parti vert. Elle est candidate au poste de vice-président des États-Unis pour l'élection présidentielle 2004 aux côtés de David Cobb.